# Augustin Štefan
Augustin Štefan (25. května 1877 Batar – ? 1944 Rachov) byl československý politik rusínské národnosti a poslanec Národního shromáždění republiky Československé za Republikánskou stranu zemědělského a malorolnického lidu (agrárníky) na Podkarpatské Rusi.

## Biografie
Podle údajů k roku 1925 byl profesí soukromníkem v Rachově.
V roce 1920 byl jedním ze zakladatelů Ruské rolnické strany. V parlamentních volbách v roce 1925 získal za Republikánskou stranu zemědělského a malorolnického lidu (agrárníky) mandát v Národním shromáždění.
Působil jako advokát. V roce 1937 se zapojil do diskuze o jazykové otázce na Podkarpatské Rusi. Odmítal velkoruské i ukrajinské tedence a doporučoval zohlednit místní jazykové odlišnosti (takzvaný rusinismus).